# Buslijn 58 (Emmerik-Nijmegen)
Buslijn 58, meestal aangeduid als SB58 (Schnellbus 58) is een buslijn tussen het Duitse Emmerik en het Nederlandse Nijmegen. De exploitatie van de buslijn wordt verzorgd door de Niederrheinische Verkehrsbetriebe Aktiengesellschaft (NIAG).

## Route
De buslijn rijdt vanuit Emmerik via Kleef, Donsbrüggen, Nütterden, Frasselt, Kranenburg, Wyler en het Nederlandse Beek-Ubbergen naar Nijmegen. In Nijmegen rijdt de bus via het centraal station naar de campus van de Radboud Universiteit, waardoor de bus gebruikt wordt door studenten aan de universiteit die in Duitsland wonen. Op de route naar Emmerik worden de laatste vijf haltes, dus vanaf het Huygensgebouw tot de HAN, in omgekeerde volgorde aangedaan. De halte Schulweg in Wyler wordt alleen door de eerste drie bussen in de richting van Kleef en Emmerik aangedaan.

## Geschiedenis
In 1949 was de Duivelsberg bij Beek Nederlands grondgebied geworden en moest de tramlijn Kleef - Beek haar eindpunt naar Wyler terugtrekken. Daarom werd er een aanvullende busdienst in aansluiting op Nijmeegse tramlijn 2 ingesteld tussen Wyler en Beek. Na de opheffing van tramlijn 2 op 21 november 1955 werd de buslijn doorgetrokken naar het station van Nijmegen. De lijn werd gezamenlijk geëxploiteerd door de CVD en de NIAG en reed een rechtstreekse route tussen Wyler en het station van Nijmegen. De busverbinding verving in 1960 ook de tramlijn Kleef - Wyler en reed vandaar door naar het station van Nijmegen. Sinds 1965 werd de lijn uitsluitend door de NIAG geëxploiteerd. In 1991 werd ook de spoorlijn Nijmegen - Kleef opgeheven en werden de treinreizigers naar de buslijn verwezen die uitgegroeid was tot een op de meeste tijden regelmatige uurdienstregeling.   
Tussen 1995 en 2004 was er een tijdje een alternatief eindpunt in Beek bij de Plataanstraat. In 2008 werd de lijn vanuit Kleef verlengd tot Emmerik. Toen in 2018 de route werd verlengd tot Heijendaal, werd de route in Beek flink veranderd waardoor de bus niet meer door het dorp zelf rijdt. Hiervoor werden twee nieuwe haltes aangelegd. Sinds eind 2019 kan de Nederlandse OV-chipkaart op het gehele traject worden gebruikt.

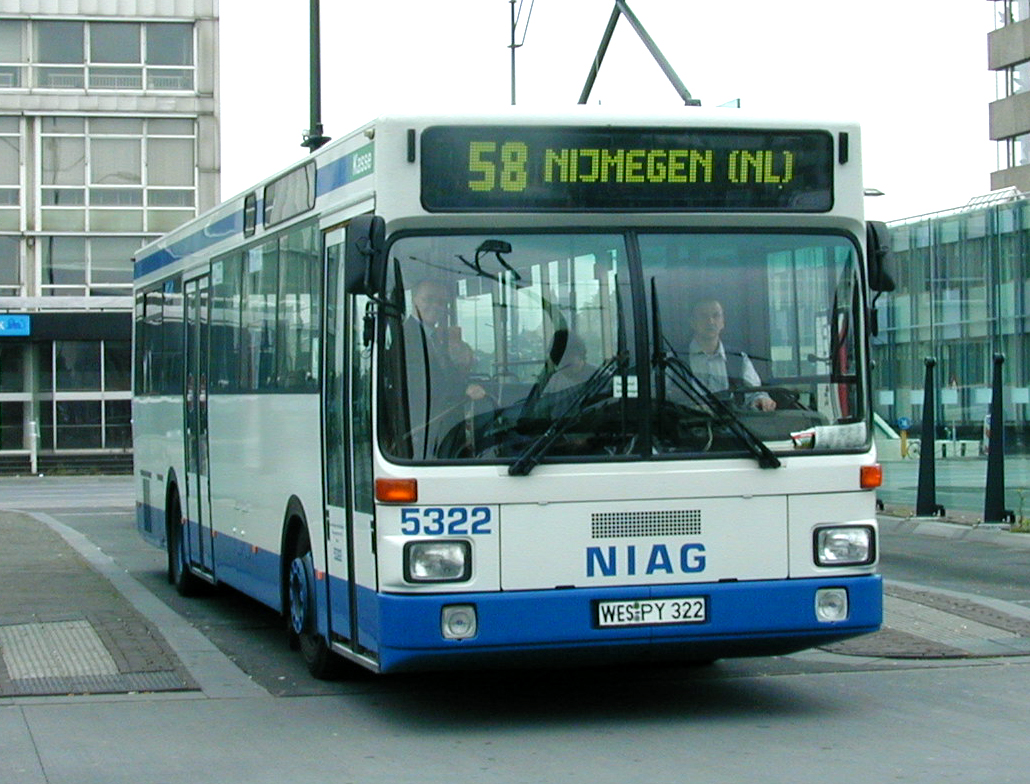
Lijn 58 op het busstation bij station Nijmegen

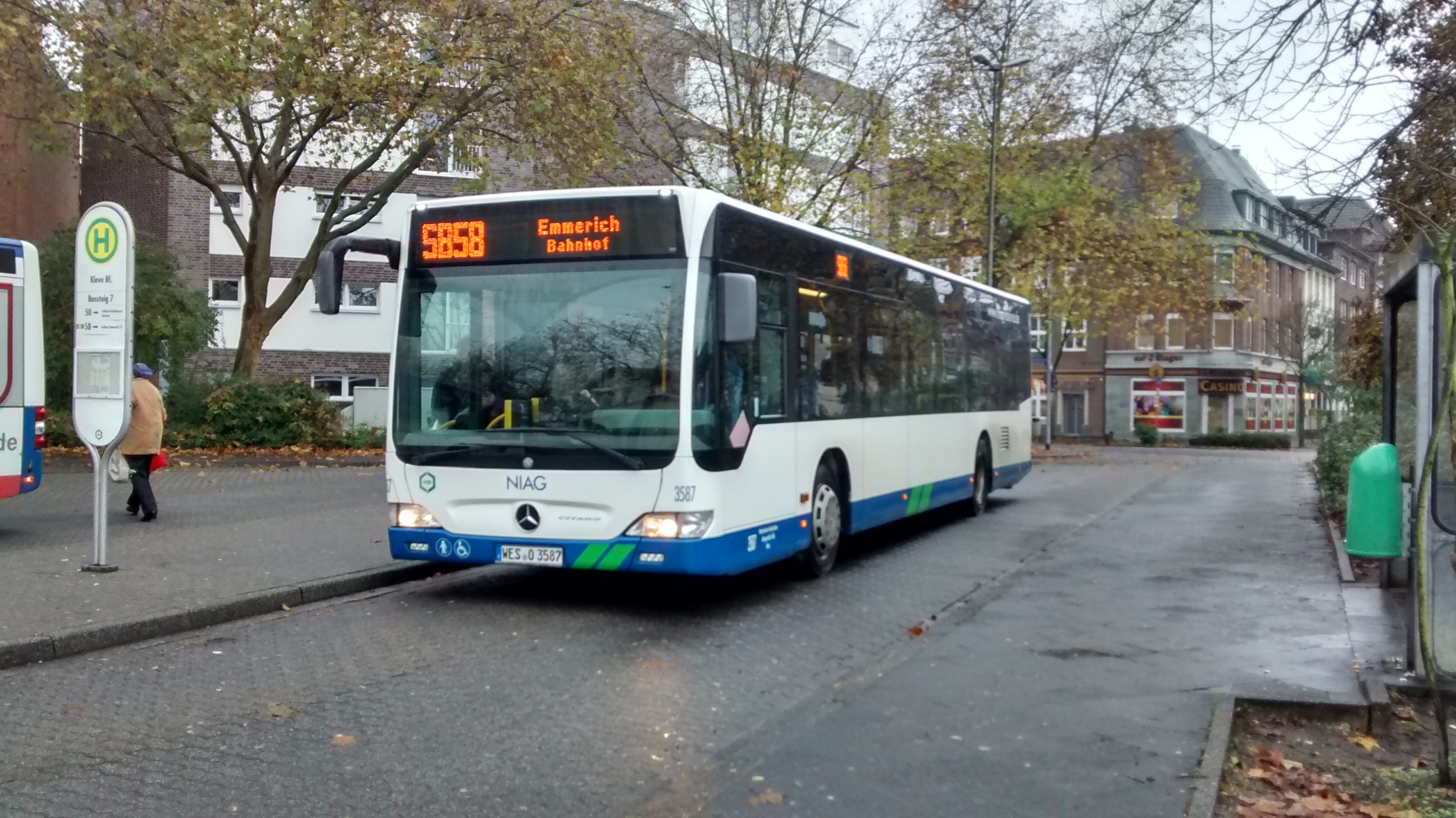
Lijn 58 op het busstation bij station Kleve